# Santiago Tulantepec de Lugo Guerrero
Santiago Tulantepec de Lugo Guerrero är en kommun i Mexiko.   Den ligger i delstaten Hidalgo, i den sydöstra delen av landet, 100 km nordost om huvudstaden Mexico City. Arean är 90 kvadratkilometer.
Terrängen i Santiago Tulantepec de Lugo Guerrero är kuperad åt sydväst, men åt nordost är den platt.
Följande samhällen finns i Santiago Tulantepec de Lugo Guerrero:
- Santiago Tulantepec
- Unidades Habitacionales
- Colonia Felipe Ángeles
- Paxtepec
- Ventoquipa
- Emiliano Zapata
- La Joya
- Tilhuacán
- Las Lajas
- San Miguel Huatengo
- Sayola
- Agrícola Oriental
- San Luis Buena Vista
- Sangre de Cristo